# Meng Yi
Meng Yi (caratteri cinesi: 蒙毅; pinyin: Méng Yì; Qin, III secolo a.C. – 210 a.C.) è stato un politico cinese, fratello minore del generale Meng Tian e figlio di Meng Wu, il quale era il braccio destro del generale Wang Jian durante il periodo dei regni combattenti.
Meng Yi servì il primo imperatore cinese, Qin Shi Huang, durante il regno della dinastia Qin.

## Biografia
Durante gli ultimi anni di regno di Qin Shi Huang, Meng Yi divenne il consigliere più stretto e fidato dell'imperatore. Ricevette gli onori di viaggiare insieme all'imperatore nella carrozza personale di quest'ultimo, e di non prostrarsi alla sua presenza.
Nei primi anni della sua carriera, Meng Yi condannò l'eunuco Zhao Gao a morte, tuttavia quest'ultimo fu graziato dall'imperatore ed iniziò a covare rancore contro la famiglia Meng. Dopo la morte di Qin Shi Huang, Zhao Gao ed il cancelliere Li Si falsificarono l'ultimo editto dell'imperatore, nominando il principe Huhai successore al trono a discapito del fratello maggiore e principe ereditario Fusu.
Fusu e Meng Tian, che al tempo della morte di Qin Shi Huang si trovavano al confine settentrionale dell'impero, si suicidarono come ordinato dal falso editto. Meng Yi fu invece arrestato, e successivamente giustiziato sulla base di false accuse.

## Cultura di massa
Nel 2005, Jackie Chan ha interpretato il personaggio di Meng Yi come protagonista nel film fantasy/d'avventura The Myth - Il risveglio di un eroe, prodotto a Hong Kong. Meng si reincarna in un archeologo dei giorni nostri, che parte alla ricerca di un misterioso elemento che fa fluttuare gli oggetti in aria. La ricerca lo porta a scovare il mausoleo di Qin Shi Huang.
Il film è stato riadattato in una serie televisiva dallo stesso titolo nel 2010, di cui Chan è stato il produttore. L'attore Hu Ge interpreta il protagonista Yi Xiaochuan, un giovane del XXI secolo che viene accidentalmente portato indietro nel tempo all'epoca della dinastia Qin, in cui ottiene la nuova identità di "Meng Yi".